# Хафизабад (округ)
Хафизабад (урду ضلع حافظ آباد‎, англ. Hafizabad District) — один из 36 округов пакистанской провинции Пенджаб. Административный центр — город Хафизабад.

## География
Площадь округа — 2 367 км². На севере граничит с округом Манди-Бахауддин, на западе — с округом Саргодха, на юго-западе — с округом Чиниот, на юге — с округами Фейсалабад и Нанкана-Сахиб, на юго-востоке — с округом Шекхупура, на востоке — с округом Гуджранвала.

## Административно-территориальное деление
Округ делится на два техсила:
- Хафизабад
- Пинди-Бхаттиан

## Население
По данным переписи 1998 года, население округа составляло 832 980 человек, из которых мужчины составляли 52,02 %, женщины — соответственно 47,98 %. Уровень грамотности населения (от 10 лет и старше) составлял 40,7 %. Уровень урбанизации — 27,26 %. Средняя плотность населения — 351,9 чел./км².